# Heather Bergsma
Heather Bergsma (nacida como Heather Richardson, High Point, 20 de marzo de 1989) es una deportista estadounidense que compitió en patinaje de velocidad, en las modalidades sobre hielo y en línea. Está casada con el patinador Jorrit Bergsma.
Participó en tres Juegos Olímpicos de Invierno, obteniendo una medalla de bronce en Pyeongchang 2018, en la prueba de persecución por equipos (junto con Brittany Bowe, Mia Manganello y Carlijn Schoutens), el sexto lugar en Vancouver 2010 (500 m) y el sexto en Sochi 2014 (persecución por equipos).
Ganó nueve medallas en el Campeonato Mundial de Patinaje de Velocidad sobre Hielo en Distancia Individual entre los años 2011 y 2017, y  medallas en el Campeonato Mundial de Patinaje de Velocidad sobre Hielo en Distancia Corta entre los años 2013 y 2017.
Además, obtuvo dos medallas de oro en el Campeonato Mundial de Patinaje de Velocidad sobre Patines en Línea.

## Palmarés internacional
| Juegos Olímpicos                           | Juegos Olímpicos                | Juegos Olímpicos  | Juegos Olímpicos        |
| Año                                        | Lugar                           | Medalla           | Prueba                  |
| ------------------------------------------ | ------------------------------- | ----------------- | ----------------------- |
| 2018                                       | Pyeongchang (Corea del Sur)     | Medalla de bronce | Persecución por equipos |
| Campeonato Mundial en Distancia Individual |                                 |                   |                         |
| Año                                        | Lugar                           | Medalla           | Prueba                  |
| 2011                                       | Inzell (Alemania)               | Medalla de bronce | 1000 m                  |
| 2015                                       | Heerenveen (Países Bajos)       | Medalla de oro    | 500 m                   |
| 2015                                       | Heerenveen (Países Bajos)       | Medalla de plata  | 1000 m                  |
| 2015                                       | Heerenveen (Países Bajos)       | Medalla de bronce | 1500 m                  |
| 2016                                       | Kolomna (Rusia)                 | Medalla de plata  | 1000 m                  |
| 2016                                       | Kolomna (Rusia)                 | Medalla de plata  | 1500 m                  |
| 2017                                       | Gangneung (Corea del Sur)       | Medalla de oro    | 1000 m                  |
| 2017                                       | Gangneung (Corea del Sur)       | Medalla de oro    | 1500 m                  |
| 2017                                       | Gangneung (Corea del Sur)       | Medalla de bronce | Salida en grupo         |
| Campeonato Mundial en Distancia Corta      |                                 |                   |                         |
| Año                                        | Lugar                           | Medalla           | Prueba                  |
| 2013                                       | Salt Lake City (Estados Unidos) | Medalla de oro    | Clasificación general   |
| 2014                                       | Nagano (Japón)                  | Medalla de plata  | Clasificación general   |
| 2015                                       | Astaná (Kazajistán)             | Medalla de plata  | Clasificación general   |
| 2016                                       | Seúl (Corea del Sur)            | Medalla de plata  | Clasificación general   |
| 2017                                       | Calgary (Canadá)                | Medalla de plata  | Clasificación general   |